# Simon Zenke
Simon Zenke est un joueur de football professionnel nigérian né le 24 décembre 1988 à Kaduna, au Nigéria. Il évolue actuellement au Dinamo Bucarest.

## Carrière
Il commence sa carrière dans le club nigérian de Niger Tornadoes. À la fin de la saison 2004-2005, les recruteurs du centre de formation du Racing Club de Strasbourg l'attirent en Alsace, où il signe un contrat pro lors de l'été 2007.
Simon Zenke est aussi un habitué de sa sélection nationale : en 2005, lors de la Coupe d'Afrique des nations de football des moins de 17 ans, il s'illustre en marquant trois buts en phase de poule, et en 2007, lors de la CAN des moins de 20 ans, où il contribue à la qualification du Nigeria pour la finale, et donc pour le Mondial Junior, en inscrivant deux buts.
Le 10 mai 2008, lors de Strasbourg-Caen, l'entraîneur alsacien Jean-Marc Furlan décide de lancer son jeune attaquant dans le grand bain à 10 minutes de la fin de la rencontre. En plus d'être son premier match en Ligue 1, c'est tout simplement pour Simon Zenke son premier match professionnel.
Le 17 mai 2008, à l'occasion de la 38e et dernière journée du championnat de France de football de ligue 1, l'attaquant strasbourgeois marque à la 72e minute son premier but de sa carrière professionnelle contre l'Olympique de Marseille au stade Vélodrome au cours d'un match de folie (défaite du Racing Club de Strasbourg 4 buts à 3, qui comptait pour une troisième place pour le tour préliminaire de la ligue des champions de l'UEFA pour le compte de l'Olympique de Marseille).
Au début d'août 2012, il signe un contrat de deux saisons en faveur de l'AS Nancy-Lorraine. Seulement six mois plus tard, il signe en faveur du club turc d'İstanbul B.B. Au début de février 2014, il signe en faveur de Şanlıurfaspor.

## Palmarès
- Vainqueur de la Coupe Gambardella en 2006 avec le Racing Club de Strasbourg
- Vainqueur de la Coupe d'Alsace en 2006 avec le Racing Club de Strasbourg
- Finaliste de la CAN des moins de 20 ans en 2007 avec la sélection nationale du Nigéria.